# Fumaria erostrata
Fumaria erostrata là một loài thực vật có hoa trong họ Anh túc. Loài này được (Pugsley) Lidén mô tả khoa học đầu tiên năm 1986.